# Fähre Breitenhagen
Die Fähre Breitenhagen ist eine Fährverbindung auf der Elbe zwischen den Orten Tochheim in Zerbst/Anhalt am Ostufer und Alt Tochheim in Barby auf der Westseite. Eigner ist die Stadt Barby. Die Fähre ist eine unmotorisierte Gierseilfähre, wird also von der Strömung des Flusses angetrieben. Die Fähre wird täglich befahren. Genutzt werden kann die Fähre von Fußgängern, Reitern, Radfahrern, PKW, LKW, Bussen und landwirtschaftlichen Nutzfahrzeugen. Die Preise für eine Überfahrt lagen 2018 zwischen 50 Cent für ein Kind und 11 Euro für einen Sattelschlepper.